# Општина Бусовача
Бусовача је општина у Федерацији Босне и Херцеговине, БиХ. Општина прупада Средњобосанском кантону. Сједиште општине је насеље Бусовача.
Општина заузима површину од 158 км2. Послије потписивања Дејтонског споразума, општина Бусовача је у цјелини ушла у састав Федерације БиХ.

## Становништво
| Становништво Општине Бусовача |                |                |                |
| година пописа                 | 1991.          | 1981.          | 1971.          |
| Хрвати                        | 9.093 (48,16%) | 8.088 (49,65%) | 7.646 (52,99%) |
| Бошњаци                       | 8.451 (44,76%) | 6.875 (42,20%) | 5.896 (40,86%) |
| Срби                          | 623 (3,29%)    | 625 (3,83%)    | 735 (5,09%)    |
| Југословени                   | 510 (2,70%)    | 399 (2,44%)    | 60 (0,41%)     |
| остали и непознато            | 202 (1,06%)    | 302 (1,85%)    | 91 (0,63%)     |
| укупно                        | 18.879         | 16.289         | 14.428         |

| Национални састав према попису из 2013. године‍ | Национални састав према попису из 2013. године‍ | Национални састав према попису из 2013. године‍ | Национални састав према попису из 2013. године‍ | Национални састав према попису из 2013. године‍ |
| ---------------------------------------------- | ---------------------------------------------- | ---------------------------------------------- | ---------------------------------------------- | ---------------------------------------------- |
|                                                |                                                |                                                |                                                |                                                |
| Хрвати                                         | Хрвати                                         |                                                | 8.873                                          | 49,54%                                         |
| Бошњаци                                        | Бошњаци                                        |                                                | 8.681                                          | 48,47%                                         |
| Срби                                           | Срби                                           |                                                | 205                                            | 1,14%                                          |
| остали                                         | остали                                         |                                                | 151                                            | 0,84%                                          |
| укупно: 17.910                                 |                                                |                                                |                                                |                                                |

## Насељена мјеста
Баре, Буковци, Бусељи, Бусовача, Горња Ровна, Грабље, Границе, Густи Граб, Добраљево, Долац, Доња Ровна, Зараче, Јавор, Јазвине, Јелинак, Каћуни, Каоник, Катићи, Ковачевац, Крчевине, Крвавичићи, Кула, Купрес, Лончари, Мехурићи, Мердани, Михаљевићи, Милавице, Незировићи, Очехнићи, Оселиште, Подбаре, Подјеле, Подстијена, Поље, Просје, Путиш, Раван, Скрадно, Солаковићи, Стране, Стубица, Турићи, Хозановићи, Храсно, Царица и Шудине